# Mohamed Ferhat
 (novembre 2011).
Si vous disposez d'ouvrages ou d'articles de référence ou si vous connaissez des sites web de qualité traitant du thème abordé ici, merci de compléter l'article en donnant les références utiles à sa vérifiabilité et en les liant à la section « Notes et références ».
Mohamed Ferhat est un enseignant, journaliste, syndicaliste et militant communiste marocain, né à Essaouira le 21 juillet 1921 et mort à Rabat le 11 novembre 2011.
Fondateur et ancien membre du bureau politique du Parti communiste marocain, devenu plus tard le Parti du progrès et du socialisme (PPS), Mohamed Ferhat était surtout connu comme un homme de lettres, un brillant journaliste et chroniqueur.

## Biographie

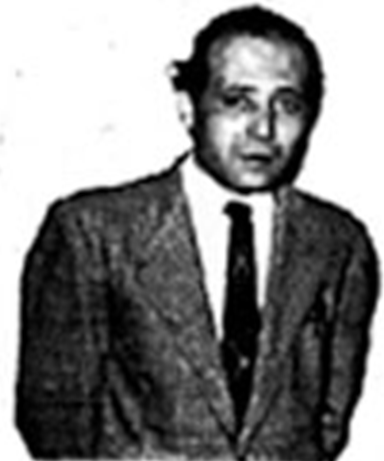
Mohamed Ferhat au milieu des années 1950.

Mohamed Ferhat a connu une vie pleine de combat pour l'indépendance du Maroc. Il fait ses premiers pas dans la presse militante du Parti communiste marocain, durant la période coloniale. Il est souvent refoulé du Maroc par les autorités françaises vers l'Algérie. Durant son exil, il collabore, jusqu'en 1954, à Alger Républicain, l'organe central du Parti d'avant-garde socialiste (parti communiste algérien), où il côtoie de grands noms, tels qu'Albert Camus, Abderrahmane Benzine ou Henri Alleg ainsi que d'autres militants qui ont marqué l'histoire de l'Algérie. Lors de son exil dans les pays de l'Est, il fonde et dirige la radio arabophone de Tirana (Albanie) qui transmet des messages de combat contre le colonialisme. Il occupe également, pendant un certain temps, le poste de représentant du Parti communiste marocain à La Nouvelle revue internationale, éditée à l'époque par les partis communistes et ouvriers à travers le monde. Son pseudonyme « Abou Mounia » est autant réputé que son vrai nom.
Parallèlement, Mohamed Ferhat contribue, bénévolement, à l'élaboration et à la confection de plusieurs journaux du Parti communiste marocain, dans les deux langues (arabe et française). Homme de grande culture, on lui doit, rien qu'à Al Bayane, plusieurs rubriques, dont les plus réputées sont « À chaque jour suffit sa peine », « Le quotidien, cet enfer », « Lu pour vous » ainsi que de nombreux reportages sur le Maroc et l'étranger.
Il a été aussi un des grands promoteurs de la culture berbère. On lui doit le lancement de la première page hebdomadaire au Maroc « Tamazight » publiée en langue berbère, qu'il a confectionnée hebdomadairement pendant de longues années.
Il est enterré au cimetière des Chouhada (Martyrs) à Rabat à quelque 20 mètres d'une ancienne prison française (actuellement un musée militaire) où il avait passé deux années pendant la période coloniale.